# Cycas clivicola
Cycas clivicola é uma espécie de cicadófita do género Cycas da família Cycadaceae, nativa do Camboja, Tailândia, Vietname e Malásia. Segundo dados de 2010, a população tende a descrescer.